# 温州交通
温州地处“浙闽丘陵”，交通不便，民国时期为防止日寇进犯，“破路为田”，中华人民共和国初期，温州作为对台前线，中央政府的投入也不比其他城市，故而交通一直落后，在80年代，因为温州只有一条水路可走，温州人戏称为“水路一条”（在温州话中，“水”跟“死”同音，故而“水路一条”也就成了“死路一条”）。但在改革开放之后，温州经济迅速发展，交通条件也逐渐改善。对外交通与对内交通都有了长足的发展：温州龍灣国际机场是浙江省第二大机场，同时温州也是国家铁路枢纽；高速公路也初具规模，温州港也成为了中国重要的港口之一，此外，温州轨道交通也在建设之中。

## 民航
- 温州龍灣国际机场: 距温州市区20千米，约20分钟路程。1990年7月12日通航，是'4D'等级的国内航空港。截止2010年底，温州已经与包括香港、澳门地区在内的的72个城市建立了航线，2011年温州机场年旅客吞吐量559.8万人次，排名全国第29名[2][3]。2011年6月，國務院批覆同意溫州機場升級為一類口岸，允許對外國籍飛機開放[4]。2011年12月，海关总署监管司批复同意在温州机场设立国际邮件交换站[5]。2012年1月，机场航行资料向国际发布[6]。2012年2月，温州机场正式对境外航空公司开放[7]。2012年3月，华信航空开通温州至台北-松山的航线，温州成为两岸直航城市[8]。

## 鐵路

### 車站
- 温州站：是金温铁路的终点站，1998年6月11日通车。列车可直达北京、上海和杭州等中国主要城市，年均流量890万人次。

- 溫州南站：又稱溫州火車南站，原稱新溫州站，位於中國溫州市甌海區潘橋鎮，是一座僅客運業務的鐵路車站，歸上海鐵路局管轄。車站距離溫州市中心約13.5公里，距溫州永強機場約28公里[9]。

- 乐清站: 位於乐清市白石镇下阮村。

- 永嘉站: 位於永嘉县瓯北镇千石村。

- 乐清东站: 位于乐清市石帆街道绅坊村。

- 雁荡山站: 位于乐清市雁荡镇泽前村。

- 瑞安站: 位于瑞安市飞云街道。

- 鳌江站: 位于平阳县鳌江镇。

- 苍南站: 位于苍南县灵溪镇站前大道。

- 温州西站: 為金温铁路的一个货运站。

- 瓯海货运站：原“溫州南站”，新溫州站建立後易名。

另:至2023年初，温州东站已进入规划状态，预计地址在滨海大道西侧、瓯海大道以南、围垦路以北等范围

### 線路
- 金溫鐵路:自浙江省金華通往溫州的鐵路。始建於1992年12月18日，1998年6月11日全線通車運營。客運運輸由金華南站到溫州站，全長252千米。金溫鐵路是中國國內第一條合資的鐵路。值得一提的是，金溫鐵路是由南懷瑾提議並出面籌資4568萬美元建造[10]。在鐵路完工之際，他提出“還路于民”，將股權轉讓給浙江省跟鐵道部。現時金溫鐵路隸屬於上海鐵路局。

- 金麗溫鐵路:随着经济的进一步发展，金温铁路时速低、运力饱和，已远远不能满足需求。2010年12月8日,金温铁路扩能改造工程温州段正式开工建设。线路正线全长188公里，建设工期为4年。设计行车时速200公里/小時，远远超出目前80公里的时速[11]。该线路于2015年12月26日开通运营，2016年1月10日起开行高速动车组列车19.5对，后又增加一班G164/3次苍南-北京南列车。[12]

- 甬台溫鐵路：为沿海铁路杭福深客运专线的一部分。自宁波站至温州南站，在宁波站连接杭甬客运专线，在温州南站连接温福铁路，全线长279.09公里，是一条以客运为主、客货兼顾的国家一级铁路。甬台温铁路宁波至温州最短运营时间1小时12分[13]。於2005年10月27日開工，2009年9月28日首次試運營[14][15]。

- 溫福鐵路：为沿海铁路杭福深客运专线的一部分。亦是中国国铁路中长期规划“四纵四横”铁路快速客运通道沿海客运专线的重要组成部分。自浙江省温州市至福建省福州市，全长298.4千米，这条由铁道部、福建省和浙江省合资建设的国家I级双线电气化铁路，于2005年动工，2009年6月30日开通货车。温福铁路建成后，福州到上海的行车时间可缩短近9小时，福州到温州也只需2小时。温福铁路将与甬台温铁路、福厦铁路和厦深铁路共同形成一条长三角通往珠三角的快速道，福建省的4个经济中心城市——福州、莆田、泉州、厦门，将直接融入沿海交通网络。

“甬台温铁路”和“温福铁路”的建成，使温州成为浙南铁路枢纽城市。

### 事故
2011年7月23日，兩列同向往南行駛的列車途經甌江特大橋時，後車追尾、後車四節車廂從橋上墜下。此次事故共造成40人死亡，至少192人受傷。國內外反響強烈。

## 高速公路

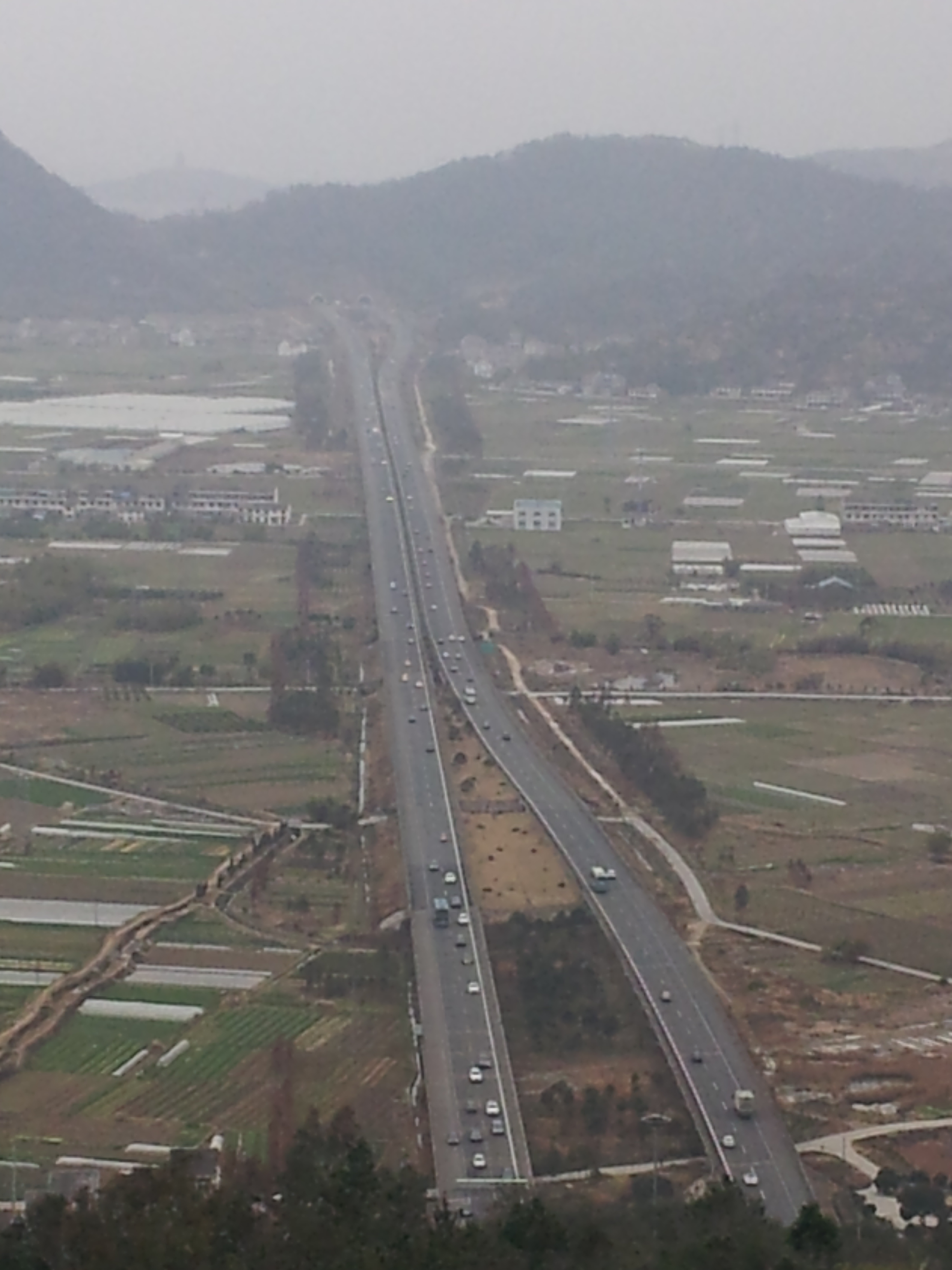
甬台温高速公路平阳段，前方为箭岙隧道，下方为仙岩隧道

- 沈海高速(甬台温高速公路路段):起点为宁波，终点为温州，起於宁波（甬），经台州（台），止於温州（温）的分水关，全长252.7公里。

- 温丽高速：是G15国道的联络线之一。起於在温州，止於在丽水。全長234公里。为沈海高速公路的连接线，编号为G1513。

- 诸永高速：起于绍兴诸暨市，经过金華东阳市、金華磐安縣、台州仙居縣，止于温州永嘉縣，全长约225公里，双向六车道。于2010年1月7日全线贯通，7月22日全线通车，将杭州和温州间的高速公路里程缩短为约300公里。

- 温州绕城高速：在浙江省高速公路网中编号为S10。[16]规划总长度为154公里，连接G15沈海高速公路、G1513温丽高速公路和S26诸永高速公路。[17]共分为4段建设。其中，全长26.6公里的北段于2005年6月30日开工建设[18]，2010年2月13日建成通车[19]。西南线、北线二期工程於2011年12月6號动工建设，工期分別爲3年。繞城高速公路建成後，將成為一個環線，沿途经过乐清、永嘉、鹿城、瓯海、瑞安、平阳、龙湾、瓯江口新区等地，总里程140公里[20]。

- 甬莞高速：起于乐清南塘，经乐清、龙湾、瑞安、平阳、苍南，止于与福建交界的苍南马站，全长约135.69公里，设计行车速度100km/h，雙向六車道。已於2011年11月5日動工，工期預計4年[21]。

- 龙丽温高速及 [[error]]：起于丽水景宁县东坑，经文成县再沿飞云江边至瑞安(平阳交界)接甬台温高速公路，并在文成枢纽互通设泰顺支线与福建寿宁高速公路相接，全长141公里，设计速度为80公里/小时，估算总投资171亿元，計劃於2012年上半年开工[22]。

## 海運
- 溫州港:地理坐标为 120 °38 ′50 ″E，28 °01 ′35 ″N ，位于中国东南沿海，北邻宁波港、南毗福州港，东南与台湾的高雄、基隆港隔海相望、居于以上海浦东为龙头的长江三角洲经济区内，拥有 350 公里 海岸线，地理位置优越，是浙南地区南北沿海海运、远洋运输的中心枢纽，也是中国沿海 25 个主要港口之一。温州港现有生产性泊位55个[23]。温州港划分为七个港区，以状元岙港区、乐清湾港区、大小门岛港区三大港区为核心，瓯江港区、瑞安港区、平阳港区、苍南港区四个港区为辅助[24]。温州港与日本、韩国、科威特、俄罗斯、新加坡及香港等10多个国家和地区的港口有着航运贸易往来，开辟了至韩国釜山、新加坡、青岛、广州、宁波、上海、营口等航线，至中國沿海南北及长江港口航线[25]。2009年10月19日起成為中國大陸對台直航港口[26]。

按照规划，温州市将在“十二五”期间投资215.7亿元；新增万吨级及以上泊位7个，新增港口货物吞吐能力3000万吨以上。

## 軌道交通
温州市規劃建造4條市域鐵路。其中温州轨道交通S1线已於2019年9月28日全线通车，全線51.9公里。一期工程向民間融資35億元人民幣，此舉在中國大陸尚屬首例。S2线于2015年12月30日开始施工。整個輻射溫州沿海地區的4條線S1线、S2线、S3线、S4线預計總投資800億元。此外，温州市还规划建造M1线、M2线、M3线三条市區普線（轻轨或地铁），但该工程前期工作被暂缓执行。

## 快速公交
2011年，溫州將建设三条BRT快速公交线路写进《温州市市政园林事业发展“十二五”规划》。根據安排，溫州將力爭在2011年底建設3號線。
線路安排：
- 1号线：新温站(火车南站)-杨府山商务中心(全程19公里)新温站(火车南站)-宁波路-温瞿公路-西山路-锦绣路-新城客运站-汤家桥北路-杨府山商务中心

- 2号线：中央涂-高教园区(全程18.5公里)中央涂-望江路-百里路-信河街-人民路-大南路-锦绣路(与1号线衔接)-桥儿头-南浦路-南塘大道-茶白公路-高教园区

- 3号线：双屿客运中心-杨府山商务中心(全程13公里)双屿客运中心-江湾路-迪索路-富士达路-望江西路-百里路-江滨路-杨府山商务中心[33]

## 水上巴士
2011年，溫州在市政协、市决策咨询委员会等單位的聯合調研下，規劃建設水上巴士系統。調研建議先开通市区小南门至新城广电中心航线进行试航，線路包括7個站點：小南门站、吴桥站、南塘站、白鹿洲公园站、划龙桥站、世纪广场站、广电中心站。調研建議近期（2011-2012年）开通1至2条航线试运营。